# Нігіна Амонкулова
Нігіна Амонкулова (тадж. Нигина Амонқулова; нар. 30 січня 1986, Пенджикент, Ленінабадська область, Таджицька РСР) — одна з найвідоміших таджицьких співачок у стилі ретро.

## Біографія
Народилася 30 січня 1986 року в місті Пенджикент Ленінабадської області в багатодітній родині. У Нігіни четверо братів. Старший брат Хуршед - бізнесмен, другий Хусрав - також співак. Третій – його брат Хайом і молодший Хаміджан. Закінчила Пенджикентську середню школу №1. Після закінчення школи навчалася в медичному коледжі і паралельно вивчала мистецтво дизайну.

### Особисте життя
Нігіна вийшла заміж за свого двоюрідного брата Фіруза в 2007 році. У 2008 році у них народився син, якого назвали Азамат.

## Творчість
Нігіна з дитинства хотіла стати лікарем, але любов до співу і музики з часом привела її на сцену і за короткий час перетворила на красуню таджицької естради. Нігіна прославилася однією піснею – «Shabi Mahtab». Ця артистка представила своїм шанувальникам більше 20 зворушливих пісень і шукає нові.
«Я помру в твоїх руках» і кілька інших пісень Нігіни на конкурсі таджицької поп-музики були в «топі» студій звукозапису і компаній мобільного зв'язку.

## Нагороди
У січні 2013 року Нігіна Амонкулова отримала нагороду «ТОП-50: Стильні люди Душанбе» за 2012 рік.